# Jérôme Déom
Jérôme Déom, né le 19 avril 1999 à Libramont-Chevigny en Belgique, est un footballeur belge qui joue au poste de milieu de terrain.

## Biographie

### En club
Né à Libramont-Chevigny en Belgique, Jérôme Déom est notamment formé par la RES Orgeotoise avant de poursuivre sa formation à la Standard de Liège. C'est avec ce club qu'il fait ses débuts en professionnel, jouant son premier match le 7 mai 2016, lors d'une rencontre de championnat face à Waasland-Beveren. Il entre en jeu à la place de Martin Remacle. Le Standard s'impose sur le score de deux buts à zéro.
En juillet 2018, à la recherche de plus de temps de jeu, il est prêté au MVV Maastricht et connaît sa première aventure à l'étranger. Il dispute sa première rencontre pour Maastricht le 17 août 2018 contre TOP Oss. Son équipe s'incline sur le score de deux buts à zéro. Le 26 octobre 2018, le milieu central inscrit son premier but pour le club néerlandais lors d'une rencontre de championnat face à Helmond Sport. Les deux équipes se neutralisent sur le score d'un but partout.
Un an plus tard, le Belge est transféré définitivement dans le club maastrichtois, avec un contrat courant jusqu'à l'été 2022.
Après trois saisons au MVV, au cours desquelles il est régulièrement titulaire, le joueur fait son retour en Belgique, en s'engageant avec la KAS Eupen. Le Libramontois y signe un contrat de trois ans. Le 25 juillet 2021, il joue son premier match pour le club germanophone lors d'une rencontre de championnat contre le Club Bruges KV. Les deux équipes se neutralisent sur le score de deux buts partout.